# Crisis de extorsiones al transporte público en el Perú
En el año 2024, la ola de extorsiones en Perú incrementó de manera considerable llegando a realizarse diversos ataques y asesinatos de choferes de las empresas de transporte en Lima. Esto llevó a que los transportistas iniciaran manifestaciones en contra del gobierno de Dina Boluarte y el pleno parlamentario para exigir acciones ante la problemática.

## Antecedentes

### Desregulación de los servicios de transporte
En Perú, en la década de 1990, se desregularon los servicios de transporte. Como consecuencia, se desarrollaron empresas que cubrían determinadas líneas de transporte para movilizar a sus pasajeros. Debido a la falta de un ente regulador, al menos en Lima Metropolitana, en 2018 se creó la Autoridad de Transporte Urbano para Lima y Callao. Sin embargo, en 2019 la ATU aún no había entrado en funcionamiento y la situación del transporte en Lima, más allá del Metropolitano y el Metro de Lima, era incontrolable y difícil de fiscalizar.
Luis Quispe Candia, presidente de la ONG Luz Ambar, afirmó que las empresas de transporte terrestre, que permiten movilizarse a la ciudadanía en autobuses, micros y combis, no tienen un poder real en el país. También afirmó que las unidades de transporte no son de su propiedad, sino que están alquiladas para dar el servicio. La informalidad de algunas empresas de transporte reflejó la precarización de la movilidad ciudadana y la susceptibilidad de haberse convertido en el botín de los extorsionadores.

### Convulsión social
Luego de las movilizaciones nacionales que acontecieron entre diciembre de 2022 y marzo de 2023 durante la convulsión social, se han reportado esporádicas protestas en contra del gobierno de Dina Boluarte. A raíz de las convocatorias a paros de transportistas, durante octubre de 2024, facciones antigubernamentales como el Comando Nacional Unitaria de Lucha (CNUL) y los familiares de las víctimas durante las protestas de diciembre de 2022 a marzo de 2023 se sumaron a las protestas, que junto a la Alianza Nacional de Transportistas (ANT), la Confederación General de Trabajadores del Perú (CGTP) y otros gremios exigen tomar medidas concretas en contra de la inseguridad ciudadana, en contra de la ola de extorsiones, y cambios profundos en el país.

## Contexto
Según datos del INEI, hubo un aumento del 50 % de la incidencia de secuestros y extorsiones en el primer trimestre del 2024. Según datos del Registro de Denuncias Policiales de la Policía, en el primer trimestres del año 2023 hubo 4397 denuncias por extorsión, aumentándose en un 14% las denuncias por dicho delito para el primer trimestre del año 2024. Entre los años 2023 y 2024, debido a las extorsiones, más de 3 mil bodegas cerraron en Lima, además, cinco dirigentes de construcción civil fueron asesinados por extorsión solo en el año 2024. Se ha detectado la mayor incidencia del delito de extorsión en Lima, La Libertad, Piura, Lambayeque y El Callao, que concentran dichos lugares más del 80% de las denuncias por extorsión. Se informó que alrededor del 40 % de transporte urbano en Lima y El Callao es víctima de las extorsiones, mientras que en Trujillo la cifra habría llegado al 100 %.
En Lima Norte, donde se han reportado varias muertes diarias, se ha detectado que al menos diez bandas criminales se reparten la zona para cobrar cupos a transportistas. Además, se ha sabido de la existencia de un conflicto entre las bandas criminales «Los Injertos del Cono Norte» y «Los Amigos del Cono Norte» por el cobro de cupos a empresas de la periferia de la capital, incluido el transporte. Según informes policiales, en esta zona opera la organización criminal de Erick Luis Moreno Hernández, alias «El Monstruo» o «Chonguito», quien se disputa con Adrián Smith Lucano Cotrina, alias «Jorobado» y recluido en un penal desde febrero de 2024. Otro involucrado en ese conflicto es Miguel Ángel Marín Morón, alias «Negro Marín», quien se encuentra enfrentado con los integrantes de la organización de «El Monstruo».
Para el año 2025, el 80 % de las empresas de transporte formal de Lima habrían pagado a mafias criminales. Una de ellas es Etuchisa - El Chino, en la que algunos de sus conductores fueron asesinados. La Defensoría de la Policía Nacional cree que los trabajadores no ganan lo suficiente como para ser extorsionados, por lo que considera que las reclamaciones para evitar las extorsiones no tienen propósito.

## Acontecimientos

### Ataque a transportistas
El primer ataque contra la empresa Etuchisa - El Chino se registró el 15 de agosto, cuando un grupo de extorsionadores atacaron una unidad de dicha empresa en el malecón Chillón. El 20 de agosto, las instalaciones de El Chino fueron atacadas por extorsionadores. Esto hizo que los trabajadores de dicha empresa no salieran a trabajar al día siguiente, paralizando sus actividades. El 26 de agosto, un grupo de extorsionadores dispararon contra una unidad de la referida empresa que, en ese momento, iba con pasajeros. No se registraron heridos ni muertos durante el ataque. Dos días después, el 28 de aquel mes, dejaron una granada en el paradero de El Chino en Villa El Salvador.
El 28 de agosto, Rutnam Berríos Pajuelo, chofer de El Mandarino, fue asesinado por dos sicarios en un paradero de Comas. Una vez asesinado el chofer, los sicarios huyeron dejando un mensaje en donde amenazaban a los choferes de El Mandarino con matarlos si pagaban cupos al "Monstruo de Chonguito". El chofer dejó en orfandad a dos hijos menores de edad. Dicho mensaje decía:
Empresa Naranjito hoy mato a un chofer, mañana a otro y a otro, así será si le siguen pagando al Monstruo Chonguito. Desde hoy no deberán pagarle. Atte: Los que matarán al Monstruo Chonguito.
El 29 de agosto, en un paradero de Comas, dos sujetos en moto lineal interceptaron una unidad de la empresa Uvita disparando contra la movilidad. Producto del ataque, fue asesinado el chofer José Luis Ontiveros López mientras el cobrador quedó en estado crítico. Los asesinos dejaron un mensaje que decía:
Todas las empresas de Collique, Uvita, El Azul, La Eticosa y Latin Cable, así como aquellos que vendan droga y generen ingresos al Señor Miguel Ángel Marín Morán, serán ejecutados uno por uno. Esto es el inicio del fin de la era Marín. No al abuso.
El 30 de agosto, mientras el bus de la empresa ETUL 4 se encontraba detenido en un semáforo en rojo, sicarios a bordo de una moto lineal dispararon más de 20 veces contra la unidad, siendo el chofer del vehículo herido y trasladado a un hospital.
El 6 de septiembre, una mujer identificada como Urbana Chaupis Huamán fue asesinada en el distrito de Pachacámac mientras viajaba en una combi informal. El ataque, según se informó, estaba dirigido hacia el chofer. Se reportó, aquel mismo día, un ataque a otra unidad de transporte en la que resultó herido el chofer.
El 10 de septiembre, se reportó un ataque a un bus de la empresa Virgen de la Puerta. Dicho bus se encontraba estacionado cuando dos sujetos aparecieron realizando disparos contra el asiento del chofer. Producto del atentado, un mecánico que se encontraba en el lugar resultó herido. Los malhechores huyeron del lugar. El 12 de septiembre, se reportó que un bus de la misma empresa, fue baleado por un sicario en Ancón. El chofer de la unidad resultó herido en la mandíbula y, a pesar de ello, condujo unos metros más para estacionar la unidad. También se reportó el ataque a una unidad de la empresa Sesosa.

Aquel mismo día, 12 de septiembre, se informó que dos delincuentes en motos interceptaron un bus de la línea C de la empresa Santa Catalina en San Juan de Lurigancho. Los extorsionadores amenazaron al chofer y le entregaron una misiva que decía:
La Batería de SJL, Plata o plomo. Para que te comuniques, solo WSP (WhatsApp) sino te comunicas atentamos contra la vida de cualquier chofer. Solo 24 horas.
Al día siguiente, se reportó un ataque a un bus de la línea B de Santa Catalina tras ser dicho bus interceptado y baleado. El 16 de septiembre, los extorsionadores fueron a las instalaciones de la empresa Santa Catalina, disparando contra las buses, salvándose un chofer de milagro. El ataque se debió a que los dueños de la empresa no accedieron a realizar el pago extorsivo. No se registraron heridos ni muertos, pero se anunció que la empresa iba a suspender sus actividades. Aquel mismo día, los choferes de la empresa La Roma anunciaron la paralización de sus actividades debido a las extorsiones. Previamente, el 14, un extorsionador había disparado contra una unidad de dicha empresa.
El 17 de septiembre, se denunció extorsiones a la empresa Translima. Se registró a un extorsionador de nacionalidad extranjera subiendo a las unidades de dicha empresa. En dichos materiales audiovisuales, el delincuente decía: "¿Cuál es el primero que se va a morir?". Aquel mismo día, extorsionadores dejaron un mensaje extorsivo a la empresa Lorito en Ate.
El 18 de septiembre, delincuentes dispararon contra unidades de la empresa Corazón de Jesús de San Diego. No se registraron víctimas.
El 21 de septiembre, alrededor de las 10:30 p.m., un bus de la empresa Nueva Estrella - Anconeros, conducido por Jair Robinson Miler Chuquimia, fue interceptado por un grupo de sicarios en la Panamericana Norte, quienes dispararon contra la movilidad hiriendo de gravedad al chofer y a un pasajero. Como estaba en movimiento el bus, el cobrador tomó el control del bus evitando que chocara. El chofer fue llevado inmediatamente al hospital, pero falleció.

Se reportó, el 23 de septiembre, un ataque a un bus de la empresa Huáscar en San Juan de Lurigancho, siendo dicha unidad atacada por extorsionadores. Se informó que los delincuentes dejaron una nota que decía:
Este será el segundo mensaje de advertencia, si el día de mañana vemos que siguen trabajando con normalidad sin antes haber solucionado el tema, tendremos que dejar un chófer muerto para que vean que esto va en serio. Así que, primero solucionen y trabajen con normalidad. Atentamente Los Intocables de Mariátegui.
El 24, extorsionadores asesinaron a Jorge Alexander Ríos debido a que no había pagado los cupos de 7 soles diarios que le pedían. Según informó su esposa, la víctima no pudo pagar los cupos debido a que su unidad estaba malograda lo que llevó a que se retrasara en el pago. La víctima dejó a tres menores hijos en orfandad.

El 25 de dicho mes, un chofer de la empresa Huáscar fue retenido por un grupo de delincuentes en San Juan de Lurigancho. Los delincuentes le bajaron de su unidad, lo hicieron arrodillar y tomaron una foto con armas de fuego que fue enviada a los dueños de la empresa. El mensaje decía:
Buenas noches, señores de la línea de las H-A, les habla el combo de la 52 de Huáscar. De hoy en adelante tendrán que pagar a nosotros, de lo contrario esta semana dejarán un par de chóferes tirados. Eso solamente es una advertencia. Si no tengo una respuesta en estos días, procederemos. Atentamente, el combo de la 52 de Huáscar.
El 26, extorsionadores dejaron un explosivo en el paradero de la empresa ETUSA, en San Juan de Lurigancho. Anexo a ello, una nota que decía:
Somos ‘La batería de panameños’. De ahora en adelante, todos los negocios de Huáscar van a pagar a nuestra organización o los vamos a salir matando a los que están en contra de nuestro sistema.

### Paro de transportistas
El 23 de septiembre, se inició un paro de transportistas en Lima Norte. Los choferes y cobradores bloquearon la Panamericana Norte exigiendo la acción de las autoridades ante la ola de extorsiones y asesinatos. Ante ello, el ministro del interior, Juan José Santiváñez, anunció la creación de un grupo especial dentro de la policía para enfrentar los casos de extorsión, inspirándose dicho grupo en el GEIN que se creó para combatir el terrorismo. Sin embargo, debido a la poca iniciativa del gobierno, se anunció que el paro iba a proseguir el día siguiente.
El día 24, se acató el segundo día de paro. Debido a ello, la presidenta Dina Boluarte declaró que "en coordinación con el ministerio del interior se ha incrementado la presencial policial de los patrullajes en zonas estratégicas de la capital". Aquel día, se convocó para el 26 de septiembre a paro nacional de transporte y una marcha hacia el Congreso de la República debido a la situación de violencia hacia los transportistas. Debido al anuncio de paro, diversas universidades y colegios de Lima Metropolitana anunciaron la suspensión de actividades educativas presenciales optando por la virtualidad. Mientras tanto, el premier, Gustavo Adrianzén, declaró en conferencia de prensa que el gobierno estaba "agotando todas las instancias de diálogo" para que el paro no se produzca debido a que se habían realizado reuniones previas.
El 26 de septiembre, los transportistas salieron a las calles, advirtiendo que se irían a paro indefinido si el gobierno no recogía sus pedidos. Durante la marcha, un grupo de transportistas fue captado cargando una rata gigante. Se detectó, además, que un grupo de presuntos transportistas rompieron las lunas de unidades en San Juan de Lurigancho, Comas y el Callao, esto debido a que no acataron el paro. Mientras tanto, el Ministerio de Trabajo (MTPE) exhortó a los empleadores que flexibilicen sus horarios hasta 4 horas de tolerancia u opten por el teletrabajo ante el paro de transportistas. Por su parte, el Ministerio de Educación lanzó un comunicado indicando la suspensión de clases. Sin embargo, debido a lo tardío del anuncio, dicha entidad recibió diversas críticas debido a que los estudiantes que ya habían salido de sus hogares habían quedado expuestos a cualquier eventualidad, lo que motivó que Morgan Quero, ministro de dicho sector, declarara que "no le vamos a hacer el juego a ningún paro, que eso quede muy claro".
Los transportistas llegaron hasta el congreso de la república, reuniéndose con Patricia Juárez y Eduardo Salhuana (vicepresidente y presidente del congreso, respectivamente), este último de manera virtual debido a que se encontraba en Madre de Dios. En dicha reunión, Salhuana informó que el jueves de la próxima semana se iba a incorporar a la agenda para su aprobación veinte proyectos de ley sobre terrorismo urbano y el aumento de penas a los delitos cometidos. Juárez, por su parte, anunció que iba a solicitar a la presidenta la declaratoria de emergencia y la salida de las Fuerzas Armadas a las calles. Martín Valeriano, presidente de la Asociación Nacional de Integración de Transportistas (ANITRA), por su parte, declaró que se sentía indignado por la inacción del gobierno de Boluarte ante la ola criminal y solicitó mayor acción al gobierno y que el congreso diera leyes más drásticas. Debido al diálogo con el congreso, se anunció una tregua al congreso por parte de los transportistas. La Presidencia del Consejo de Ministros, mientras tanto, lanzó un comunicado informando los acuerdos que había alcanzado con los gremios de transportistas. De acuerdo a lo comunicado, se detalló la declaratoria de emergencia para los distritos limeños de Ate, Villa El Salvador, Ancón, Puente Piedra, Comas, Carabayllo, Independencia, San Martín de Porres, Los Olivos, San Juan de Lurigancho y Lurigancho-Chosica, además del distrito de Ventanilla en El Callao. Anexo a ello, se anunció el apoyo de las fuerzas armadas a la policía, la presentación al congreso de un proyecto de ley para tipificar la extorsión y el sicariato como terrorismo urbano y la ampliación del penal de Challapalca. Otros acuerdos fueron la conformación de un equipo especial de la policía para la persecución del delito de extorsión (que se creó con el nombre de Grupo Operativo de Respuesta Inmediata a la Extorsión de la PNP, GOREX), la disposición de líneas de comunicación (942 841 978 / 966 834 447) para la recepción de denuncias referidas a dicho delito, presencia policial en paraderos y rutas, la presencia aleatoria de seguridad policial a las unidades de transporte de manera uniformada y civil, la creación de una Procuraduría en la Autoridad de Transporte Urbano, la solicitud para la conformación de una Fiscalía Supraprovincial contra la extorsión y la conformación de una mesa de trabajo mixta integrada por los ministerios de transporte y comunicaciones, trabajo y promoción del empleo, justicia y derechos humanos, defensa e interior además del ministerio público y el poder judicial. Ante ello, se anunció una tregua al gobierno para la implementación de las medidas anunciadas.

### Postrimerías
El 27 de septiembre, se denunció el incendio de 25 buses en una cochera afectando a las empresas Corazón de Jesús y Aidé Consorcio SAC en pleno estado de emergencia en Independencia. Aunque el informe de los bomberos decía que el incendio fue provocado por un cortocircuito, para los transportistas fue un caso de extorsión. Mientras tanto, "Los Pulpos del Norte" se adjudicaron el hecho con el siguiente mensaje:
Señores choferes de la empresa ‘Corazón de Jesús’ para informarles que este primer atentado que acabamos de cometer es por el único motivo de que su directiva está haciendo caso omiso a nuestras exigencias. Hablen con su directiva porque el segundo atentado irá directo a los choferes de su unidad. Atte.: ‘Los Pulpos de cono norte'.
La Asociación de Bodegueros del Perú, Asociación Pyme Perú, Agrupación de Ferreteros del Perú, Sociedad Nacional de Industrias, Unión de Gremios y Asociaciones de Restaurantes del Perú, Perúcámaras, Plataforma Nacional Gremios Mipymes, Mesa Redonda, Comexperu, CONFIEP, la Asociación Empresarial Gamarra Perú, entre otros, denunciaron la inacción del gobierno ya que "hasta los comedores populares" eran víctimas de la extorsión y la criminalidad generalizada por lo que "es imprescindible fortalecer las instituciones encargadas de la represión al crimen y la administración de justicia, como la Policía Nacional del Perú, el Ministerio Público y el Poder Judicial. Sin decisión política ni firmeza, los peruanos seguiremos muriendo, los negocios cerrando y habremos dejado al Perú en manos del crimen organizado".

Para el 29 de septiembre, se denunció que a pesar de las medidas tomadas por el gobierno, los casos de extorsión continuaban siendo afectadas diversas empresas en Los Olivos, Comas y San Juan de Lurigancho, entre ellas las empresas Ramón Castilla y La 50. Incluso se denunció el envío de una nota extorsiva a La 50 con el siguiente mensaje:
En menos de 24 horas verán al primer afectado por la decisión tomada.
El 30 de septiembre, se allanó un "búnker" en Ate interviniéndose a 29 personas, entre ellos tres ciudadanos extranjeros involucrados en actos extorsivos. Un ciudadano extranjero denunció una presunta siembra de armas para "hacernos quedar mal" ya que, según su testimonio, ellos se dedicaban al taxi colectivo. El 2 de octubre, se anunció la captura de dos integrantes de "Los Elegantes del Cono Norte", mientras transportaban granadas y una nota extorsiva para ser dejada en la empresa El Rápido. Los detenidos fueron Yefersson Jhovanny Viera Salazar y Ricardo Andrés Mendoza Campos, el último de nacionalidad venezolana. Además, se capturó a Noé Mamani Ortiz y Miguel Eduardo Chiroque Infante, integrantes de "Los Chuscos", involucrados en extorsión al que les fueron hallados armas de fuego, granadas y dinamita. Otros detenidos, hasta ese fecha fueron Daniel Salazar Martínez, Luis Romero Martínez y Anaberta Martínez Corro, integrantes de "Los Gatilleros de Roma" y encargados de la extorsión a la empresa Roma; y Jhonny Jara Barbarán, Luis Yamunaque, Carlos Asis Caqui y Jeferson Cahuaza Medina, integrantes de "Los Gatilleros de la 52 de Huáscar", quienes venían extorsionando a diversas empresas entre ellas a la empresa Etusa.  En Carabayllo, la policía anunció la captura de Miguel Rosales Zegarra, Raúl Velásquez Olivos y Rosmery Rocio Moreno Moreno, integrantes de "Los Gatilleros de la Noche", encontrándoseles armas. 

Aunque se anunció que el 3 de octubre se iba a reiniciar el paro, esto luego fue descartado. En dicho día, fueron capturados dos ciudadanos de nacionalidad venezolana con armas de fuego (con el que realizaron disparos contra un transportista que había participado en las marchas) y una nota extorsiva que decía lo siguiente:
Ruta Mayolo-Malvinas: todos ustedes alinéense porque hace tiempo no pagan los cupos. ¡Ya saben, son 30 soles! Al primero que se corra lo cazamos.
Aquel 3 de octubre y a pesar del estado de emergencia, se denunció que la empresa Lima Sur, de San Juan de Lurigancho, era extorsionada, luego que les dejaran una nota extorsiva que decía lo siguiente:
Este es un aviso para comunicarle que tiene que comunicarse y alinearse con ‘Los Intocables de SJL’. WSP: En caso no se comuniquen tendremos que dejarles un chofer muerto.
El 4 de octubre, se inauguró la Línea 111 para recibir denuncias de extorsiones. Sin embargo, se denunció que la línea era inefectiva.
El 5 de octubre, un sector de transportistas anunció la reanudación del paro por 72 horas para el 10 de octubre. Se anunció como objetivos la renuncia de Juan José Santiváñez, ministro del interior, así como de Raúl Pérez-Reyes, ministro de transporte y comunicaciones. Además, solicitaron la derogación de la Ley 32108 y la no aprobación de la "ley de terrorismo urbano" debido a que consideraban que prohibía las manifestaciones. Ante ello, la presidencia, a través de su vocero Fredy Hinojosa, manifestó que el ministro de transporte estaba sosteniendo reuniones con los gremios de transportistas mediante la cual llegaron a diversos acuerdos para hacer frente a los casos de extorsión, por lo que declaró que el objetivo de la marcha tendría "intereses políticos" con el objetivo de "generar una desestabilización". Al respecto, Julio Campos, de la Alianza Nacional de Transportistas, manifestó que la marcha no tenía intereses políticos. Por su parte, Martín Valeriano, de Asociación Nacional de Integración de Transportistas (ANITRA), manifestó que no había convocado a ningún paro. Martín Ojeda, de la Cámara de Industria de Transporte, declaró que el gremio de Campos no estaba reconocido porque agrupaba a los taxis colectivos de Lima Norte.
El 8 de octubre, extorsionadores dispararon contra colectivos informales que cubren la ruta Lima-Huacho en Independencia. Según se trascendió, los extorsionadores cobraban 5 soles diarios a cambio de "protegerles". Se reportó un herido.
Previo al paro anunciado, el 9 de octubre, la Dirección Regional de Educación de Lima Metropolitana  (DRELM) emitió un comunicado en la que dispuso el desarrollo de clases virtuales para el día 10. El MTPE emitió un comunicado exhortando a los empleadores a priorizar el teletrabajo, además de solicitarles que adoptasen medidas flexibles con los trabajadores. Por su parte, diversos mercados, bodegueros, el Mercado Central, Polvos Azules, Mesa Redonda y Gamarra anunciaron la paralización de actividades en respaldo al paro. Verónika Mendoza y Martín Vizcarra anunciaron su apoyo y participación en el paro, lo que fue calificado de «oportunismo político» por sus detractores.

### Paro del 10-11 de octubre

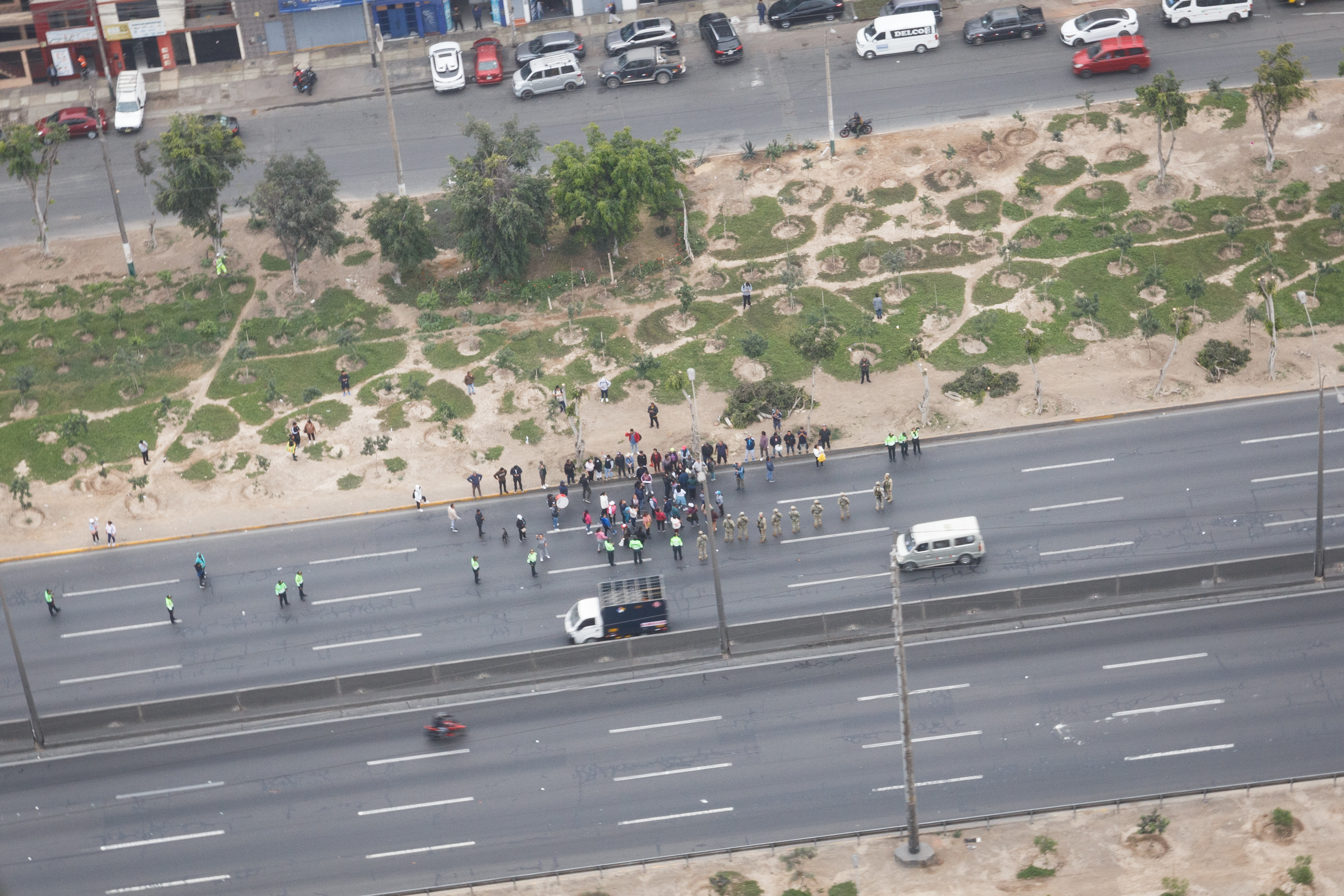
Vista de un grupo de manifestantes custodiado por militares y policías en la Panamericana Norte, el 10 de octubre.

El 10 de octubre, se dio inicio al paro de transportistas por 72 horas. En Huancayo, manifestantes intentaron bloquear la Carretera Central. Se registraron enfrentamientos entre manifestantes y la policía, cuando los primeros intentaron llegar al Congreso. Debido a los incidentes en el centro de Lima, se cerraron de forma temporal cuatro estaciones del Metropolitano. Se reportó 17 detenidos y diversos heridos. La CONFIEP mostró su respaldo al paro declarando, Alfonso Bustamante, presidente de dicha organización, que "desde el sector empresarial no percibimos ese liderazgo [de Dina Boluarte]" ante la problemática. El premier Gustavo Adrianzén declaró que existía una politización de la marcha debido a que organizaciones como la Coordinadora Nacional de Derechos Humanos, Aprodeh, IDL, el Partido Morado y la Plataforma por la Democracia estaban promoviendo el paro a pesar de no tener vinculación con el sector. Además, señaló que una de las organizaciones que estaba haciendo llamados al paro era la Comando Nacional Unitario de Lucha (CNUL), quien "ha sido vinculada al Movadef y al Fenate", lo que motivó críticas debido a la apelación al terruqueo.
Se realizaron negociaciones entre los dirigentes de una parte del sector del transporte y los congresistas con el propósito de derogar la Ley 32108, que favorecería que las organizaciones criminales no fueran investigadas, pero no se llegó a ningún acuerdo. De hecho, se celebró una sesión para derogar la nueva norma, sin que se alcanzara un consenso, mientras que su portavoz se distrajo en anunciar la victoria de la selección peruana de fútbol en un partido deportivo. El partido Fuerza Popular, que respaldó la norma, se negó a aceptar las reclamaciones de los manifestantes debido a que consideraban que el concepto de organización criminal tipificada en dicha norma no dañaba la lucha contra la criminalidad y les instó a reclamar ante el Ministerio Público, el Ministerio del Interior y Palacio de Gobierno. Perú Libre mostró su respaldo a la norma. Sin embargo, la bancada de Renovación Popular denunció un presunto sabotaje por parte de Perú Libre para evitar la modificatoria de la norma y el aumento de penas para delitos de extorsión, sicariato y robo agravado. Ante ello, el 11 de octubre se convocaron nuevas manifestaciones a nivel nacional y huelga de hambre, sin embargo se levantó el paro aquel mismo día. Con el levantamiento del paro se anunció la creación de una Coordinadora Nacional de Lucha con el objetivo de la renuncia de Boluarte y el cierre del congreso.
Además, durante el paro, los comerciantes del asentamiento humano Villa María del Perpetuo Socorro, en el Cercado de Lima, denunciaron ser víctimas de extorsión por parte de una organización criminal que se hacía llamar "Los Colochos".

### Casos subsecuentes y convocatoria a nuevas movilizaciones
El 13 de octubre, se denunció el envío de una corona fúnebre a la empresa El Rápido, esto para el pago de una cuota adicional al pago que ya realizan. La policía, mientras tanto, anunció la captura de Julio Alexander Bernales Vivar (quien se había fugado del penal de Challapalca en el año 2012) junto a Miguel Ángel Núñez Salvador, mientras hacían reglaje. En su poder se encontró municiones y artefactos explosivos al igual que celulares en donde hablaban de "Los Terribles del 17" y localizaciones de buses para la extorsión. Otros detenidos por la policía fueron Gregorio Gilber Ramos Sánchez, Lusneida Pérez Rojas y Artemio Sabino Pablo Chávez, extorsionadores integrantes de "Los Piratas". En Áncash, se denunció que la empresa de transporte Nueva Villa del Sur era víctima de extorsión. Previamente, se denunció que una combi de la Línea 33 que cubre la ruta Chimbote-Tambo Real fue incendiada por presuntos extorsionadores debido a que no pagaban el cupo exigido.
El 14 de octubre, un chofer de la empresa Urano Tours fue baleado por sicarios en el distrito de Comas. El chofer fue trasladado a un hospital cercano. Se detalló que alias "El Monstruo" estaría detrás del ataque. El 22 de octubre, otro bus de la empresa fue atacado por extorsionadores logrando el chofer salvarse de los impactos de bala.
El 15 de octubre, el Comité de Gremios de Transportistas del Perú, quienes fueron partícipes de las manifestaciones entre los días 10 y 11, emitió un comunicado llamando al paro para el día 23 de octubre, además de un llamado a la conformación de la Coordinadora Nacional de Lucha.

El 16 de octubre, fueron aprobadas diversas modificaciones a la Ley 32108. Al día siguiente, se aprobó en primera votación la incorporación del delito de "criminalidad sistemática", que previamente había sido llamado "terrorismo urbano", para:
El que, mediante el uso de municiones, armamento de fuego militar o civil, artefactos explosivos u otros de similares características, provoque o realice conductas tipificadas como delitos de secuestro, extorsión, sicariato, homicidio calificado y robo agravado, creando zozobra o terror en la población o una parte de ella; será reprimido con cadena perpetua.
El 17 de octubre, se constituyó la Coordinadora Nacional de Lucha entre sectores de transportistas, comerciantes, bodegueros, familiares de los fallecidos durante la convulsión social, colectivos universitarios, etc.
El 22 de octubre, aparecieron volantes en los sectores de Barrio Chino y Expansión Urbana del departamento de Ica en la cual llamaban a la población a unirse a un "paro agrario" convocado para el día siguiente. Por ello, el Frente Policial de Ica movilizó a un contingente policial a la Panamericana Sur. No obstante, no hubo amenazas de bloqueos.

### Paro del 23 de octubre
El 23 de octubre se realizaron nuevas manifestaciones, siendo partícipes un sector de transportistas (liderado por los dirigentes Walter Carrera Álvarez y Julio Campos Cárdenas), comerciantes, mercados, bodegueros, el emporio comercial de Gamarra y el mercado Unicachi. Además, participaron miembros de la comunidad LGBT, familiares de las personas muertas durante la convulsión social y colectivos universitarios. Estas manifestaciones contaron con el respaldo de las agrupaciones musicales Los Mojarras y Agua Marina. De igual forma, se detectó la presencia de militantes de Nuevo Perú y antauristas, al igual que infiltrados del CNUL.
Previamente, Boluarte se manifestó en favor de los extorsionados declarando que «nos solidarizamos por su preocupación por un Perú más seguro y les decimos que no cesaremos en la tarea de combatir la delincuencia con acciones de inteligencia y operativos de la Policía». Mientras, un sector de transportistas decidió no acatar el paro debido a que consideraban que el paro convocado tenía motivaciones políticas y se encontraban en diálogo con el gobierno. Por su parte, la congresista Norma Yarrow, quien criticó que los manifestantes realizaran su protesta en la sede del Congreso, denunció que algunas ONGs habrían presionando a las ollas comunes para que salgan a marchar a cambio de no quitarles algunos beneficios.
Se registraron movilizaciones en Lima, Piura, Tumbes, Huacho, Huancayo y Áncash. Durante el paro, fue asesinado un mototaxista en Villa El Salvador. Tras el paro, Walter Carrera, vicepresidente de la Asociación Nacional de Transportistas, declaró que el día 24 iban a presentar una solicitud de vacancia contra la presidenta para que se convoquen nuevas elecciones. Además, detalló la planeación de nuevas movilizaciones para el 11 de noviembre en el contexto de la próxima reunión de la APEC; una medida que generó la indignación del portavoz del Gobierno, quien amenazó con demandarlos por «traidores de la patria», un delito penal que no se aplicó en la historia. A esta convocatoria, el gremio de transportistas afirmó que se convocaron más manifestaciones a nivel nacional. Por su parte, Susana Saldaña, presidenta de la Asociación Gamarra Perú, anunció que el emporio recurrirá al «paro tributario», es decir, que dejarán de pagar impuestos al Gobierno.
En Huancayo (Junín), tanto gremios de transporte como los mercados de la ciudad acataron el paro.

### Atentado en el Malecón Checa

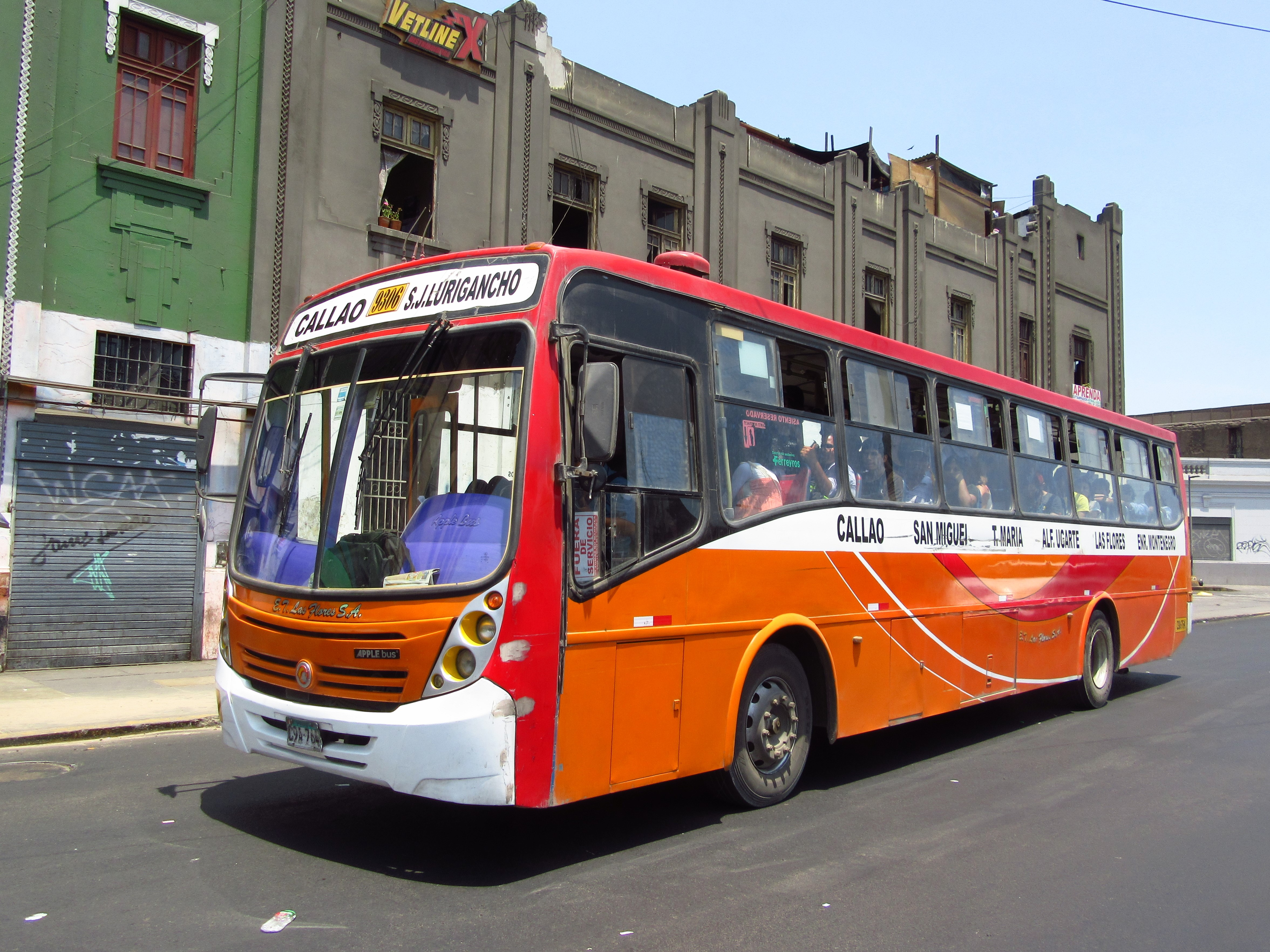
Bus similar al afectado.

El 23 de diciembre de 2024, en víspera de nochebuena, ocurrió un atentado con bomba en el Malecón Checa, distrito de San Juan de Lurigancho, Lima. Cuando a las 8:00 p. m., un hombre se subió al bus de la empresa Huancayo City S.A, simulando ser un pasajero nocturno. Al llegar a la cuadra 13 de la avenida Malecón Checa, el hombre descendió del vehículo, pero un pasajero lo vio como sospechoso y sugirió al conductor que bajaran. Durante el desembarco, una pasajera se resbaló y golpeó su cabeza, momento en el que ocurrió la explosión en el lugar donde el hombre había estado sentado, dañando parte del bus. La Unidad de Desactivación de Explosivos (UDEX) de la Policía Nacional del Perú acudió al lugar. Una mujer resultó herida y fue trasladada a un hospital.

### Paro de febrero de 2025
En 2025, la Alianza Nacional de Transportistas convocó un nuevo paro en Lima en el que se solicitaba la renuncia del ministro Juan José Santivañez. Sin embargo, a diferencia de otras protestas, esta tuvo un impacto menor, según el presidente de la organización, debido a que, en sus propias palabras, «los transportistas que no quisieron participar han sido sometidos por las bandas criminales». El presidente de la Alianza Nacional de Transportistas acusó a la Autoridad de Transporte Urbano de chantajear a las empresas del sector para evitar la protesta. La versión del diario El Comercio señaló que los transportistas no habían planificado lo suficiente para reunir a tantos participantes en la marcha.

### Paro de abril de 2025
Para el 7 de abril, se reportó el asesinato de 15 transportistas. El 8 de abril de 2025, en la avenida Venezuela, extorsionadores venezolanos dispararon contra Daniel Suárez, de 25 años, y Luis Chinchay, de 65, ambos transportistas. Se difundió un video donde los extorsionadores decían a una de las víctimas que dispararon:
Viejo, coopera, mamaguevo. Esto es para que cooperen todos. Esto es el hampa.
Producto del ataque, se realizó una manifestación espontánea en dicha avenida. Al día siguiente, 9 de abril, se realizaron manifestaciones en la Avenida Venezuela y Faucett. Se convocaron manifestaciones para el 10 de abril solicitando mayor accionar del Estado. El 10 de abril, se realizaron manifestaciones en la ciudad de Lima, que fue liderado por los transportistas formales. Las clases se dieron de forma virtual.  Se reportó una reunión en la sede del ministerio del interior, entre representantes del Estado y de los transportistas formales, sin embargo, en dicha reunión irrumpieron los representantes de los transportistas informales (Geovanny Diez y Julio Campos), que generó tensión en el lugar debido a que los informales deseaban también impulsar medidas particulares a su favor.  En el congreso, el 11 de abril, se dio una reunión entre los transportistas formales, ministros, congresistas y representantes del Poder Judicial, en la que se llegó a diversos acuerdos como la creación de un calendario de trabajo para evaluar los avances de los acuerdos en un plazo de 30 días y la implementación de diversas reglamentaciones.

### Atentado al Corredor Rojo
El 25 de abril, un bus del Corredor Rojo fue baleado por dos extorsionadores venezolanos que se desplazaban en una moto en Ate, a pesar de la medida de restricción para estos casos promulgada por el gobierno. Los extorsionadores dejaron un mensaje amenazante por disputa territorial contra otra organización criminal, identificándose como parte de DESA (Delincuentes Extorsionadores Sicarios Antitren).

### Paro de mayo de 2025
El 25 de abril, Campos convocó manifestaciones para el 14 de mayo.

## Nota
1. ↑  Se denunció el cobro de un monto de 20 mil soles al comedor popular "Señor de los Milagros". Los extorsionadores enviaron una nota extorsiva que decía: "Elsa, busca comunicarte y dar una solución a tu problema, y no pongas en riesgo la vida de tus trabajadoras y su familia".[78]
2. ↑  Los responsables de las manifestaciones respondieron posteriormente a la amenaza de denuncia y aseguraron que su objetivo no es sabotear el encuentro de los líderes económicos, sino mostrar a los 21 países participantes la realidad que se vive en un país inseguro y que este gobierno no gobierna porque es un «títere» del Congreso de la República.[150] Otras asociaciones, como la Asociación Automotriz del Perú, la Asociación Nacional de Transporte Terrestre de Carga, la Fundación Transitemos y la Asociación de Empresarios de Transporte Urbano, prefirieron no participar en el evento por considerar a la semana de la APEC como «un momento estratégico para su proyección internacional».[151]